# Newsreader (Usenet)
Een newsreader is een computerprogramma waarmee men gebruik kan maken van de nieuwsgroepen die op Usenet aangeboden worden. Newsreader wordt tegenwoordig ook wel nieuwslezer genoemd. Een newsreader kan zijn opgenomen in een internet suite.

## Algemeen
Lezers kunnen zich met behulp van deze newsreader op een nieuwsgroep 'abonneren', waarna ze over het algemeen zowel de berichten in de nieuwsgroep kunnen lezen als nieuwe berichten kunnen verzenden (dit heet posten).
Er zijn zeer veel newsreaders beschikbaar, de betere newsreaders bieden veel extra functionaliteit:
- sneltoetsen voor veel voorkomende handelingen
- een artikel of een thread markeren als gelezen of (on)interessant
- postings van een auteur negeren: die auteur wordt daartoe in de killfile geplaatst
- binaire bijlagen decoderen: bijvoorbeeld een afbeelding of muziekbestand

## Veelgebruikte nieuwslezers

#### VoorWindows
| Programma             | Gratis?      | Prijs              | Info                             |
| --------------------- | ------------ | ------------------ | -------------------------------- |
| SABnzbd               | Ja           |                    |                                  |
| Grabit                | Ja           |                    |                                  |
| Spotnet               | Ja           |                    | Inclusief zoeken                 |
| MicroPlanet Gravity   | Ja           |                    |                                  |
| Mozilla Thunderbird   | Ja           |                    |                                  |
| Netscape Communicator | Ja           |                    |                                  |
| Opera                 | Ja           |                    |                                  |
| Tamava                | Ja           |                    |                                  |
| Xnews                 | Ja           |                    |                                  |
| Outlook Express       | Ja*          |                    | *Inbegrepen in Windows           |
| Windows Mail          | Ja*          |                    | *Inbegrepen in Windows           |
| Forté Agent           | Nee          | $29,00             | Upgrade 19.00 US$                |
| Newsleecher           | Nee          | $19,99 per jaar ** | Trial aanwezig                   |
| Binary Boy            | Nee          | €11,95             | Trial aanwezig                   |
| Newsman Pro           | Gratis/Pro** | $29,95             | max. 2 connecties(gratis versie) |
| NewsShark             | Nee          |                    |                                  |
| News Rover            | Nee          |                    |                                  |
| Pluckit               | Nee          |                    |                                  |
| UltraLeecher          | Nee          |                    |                                  |
| Newsbin Pro           | Nee          | $35,00             | 10 dagen trial                   |
| 40tude Dialog         | Nee          |                    |                                  |
| Newsgroup Commander   | Nee          |                    |                                  |
| Newsreactor           | Nee          |                    |                                  |
| News File Grabber     | Nee          |                    |                                  |
| Ozum                  | Nee          |                    |                                  |
| TLNews Newsreader     | Nee          |                    |                                  |
| slrn                  | Ja           |                    | GEEN GUI                         |
| NNTPGrab              | Ja           |                    | Opensource                       |

#### VoorGNU/Linuxen/of Unix
| Programma           | Gratis ? | Prijs | Info       |
| ------------------- | -------- | ----- | ---------- |
| gnPan               |          |       |            |
| Knode               | Ja       |       | KDE        |
| Mozilla Thunderbird | Ja       |       |            |
| Opera               | Ja       |       |            |
| Pan                 | Ja       |       |            |
| slrn                | Ja       |       | 'GEEN GUI' |
| Tamava              | Ja       |       |            |
| Tin                 | Ja       |       | 'GEEN GUI' |
| trn                 | Ja       |       | 'GEEN GUI' |
| Binbot              | Nee      |       |            |
| knews               | Ja       |       |            |
| URD                 | Ja       |       | Web-based  |
| NNTPGrab            | Ja       |       | Opensource |

#### VoorApple Macintosh
| Programma           | Gratis ? | Prijs  | Info                       |
| ------------------- | -------- | ------ | -------------------------- |
| Entourage           | Nee      |        | Onderdeel Microsoft Office |
| MacSOUP             |          |        |                            |
| Mozilla Thunderbird | Ja       |        |                            |
| Opera               | Ja       |        |                            |
| Picture Patrol      | Nee      | US $19 |                            |
| Unison              | Nee      |        |                            |
| NNTPGrab            | Ja       |        | Opensource                 |

- Gratis/pro: de vermelde prijs geldt voor de PRO-versie
- De prijzen zijn gebaseerd op het basispakket, de prijzen kunnen afwijken.

#### Overige

##### Software metGUI

###### Niet-gratis software
- Android
- Lotus Notes
- NewsPro
- Novell GroupWise
- Turnpike
- Usenet Explorer

###### Gratis software
- Spotnet
- Alt.Binz
- Binary News Reaper
- MesNews
- NomadNews
- Omea Reader
- PowerGrab

###### Web-based
- Ninan
- SABnzbd
- NNTP.hk WWW-NNTP
- Newsgroup.LA
- Google Reader

###### Vrijeenopensourcesoftware
- Spotnet
- Arachne (with aranews.apm package)
- KLibido
- Knews
- Lynx (met beperkte Usenet-support)
- OSXnews
- Pan
- SeaMonkey Mail & Newsgroups
- Sylpheed
- XanaNews
- XPN

##### Software zonderGUI
- Gnus
- Mutt
- nn
- Pine
- rn